# Zala Kralj & Gašper Šantl
Zala Kralj & Gašper Šantl egy szlovén zenei duó, akik 2018-ban alakultak.

## Az együttes története
2019. február 17-én az EMA 2019 résztvevői voltak, amit megnyertek.
A duó képviselte Szlovéniát a 2019-es Eurovíziós Dalfesztiválon, Tel-Avivban, a "sebi" című dallal.

## Diszkográfia
| Közzététel    | Cím (Fordítás) | Nyelv     | Lemezkiadó               |
| ------------- | -------------- | --------- | ------------------------ |
| 2019. február | Štiri (Négy)   | Szlovénül | Universal Music Slovenia |
| 2020. február | 4              | Angolul   | Universal Music Slovenia |

Mindkét albumnak ugyanaz a neve, de egyszer szlovén szóként és egyszer számként.
| Közzététel       | Cím (Fordítás)                               | Nyelv     | Album           |
| ---------------- | -------------------------------------------- | --------- | --------------- |
| 2017. szeptember | valovi (Hullámok)                            | Szlovénül | Štiri           |
| 2018. február    | baloni (Ballonok)                            | Szlovénül | Štiri           |
| 2018. október    | s teboi (Veled)                              | Szlovénül | Štiri           |
| 2020. február    | Novo Sonce (Új nap), írta Dan D              | Szlovénül | / (Feldolgozás) |
| 2019. február    | sebi (Magadhoz)                              | Szlovénül | Štiri           |
| 2019. augusztus  | come to me (Gyere hozzám)                    | Angolul   | 4               |
| 2019. október    | signals (Jelek)                              | Angolul   | 4               |
| 2020. február    | me & my boi (Én & a fiam)                    | Angolul   | 4               |
| 2020. február    | box (Doboz)                                  | Angolul   | 4               |
| 2020. február    | Hazey (Ködös), írta Glass Animals            | Angolul   | / (Feldolgozás) |
| 2020. június     | origami                                      | Angolul   | /               |
| 2020. november   | sto idej (Száz ötlet)                        | Szlovénül | /               |
| 2021. április    | xoxo ([Rövidítés a hálózati szakzsargonban]) | Szlovénül | /               |

## Fordítás
Ez a szócikk részben vagy egészben  a    Zala Kralj & Gašper Šantl című német Wikipédia-szócikk fordításán alapul.  Az eredeti cikk szerkesztőit annak laptörténete sorolja fel. Ez a jelzés csupán a megfogalmazás eredetét és a szerzői jogokat jelzi, nem szolgál a cikkben szereplő információk forrásmegjelöléseként.